# بكتيريا متدثرية
البكتيريا المتدثرية (الاسم العلمي: Chlamydiae) هي شعبة وفئة بكتيرية تتنوع أعضاؤها بشكل ملحوظ، وتشمل بكتيريا تسبب الأمراض للإنسان والحيوان، والأنواع المتعايشة مع الأوالي في كل مكان، وأشكال الرواسب البحرية غير المفهومة جيدًا بعد. كل أنواع المتدثرات التي عرفها البشر لعقود عديدة هي بكتيريا داخل الخلايا. في عام 2020، اكتُشف العديد من أنواع الكلاميديا الإضافية في بيئات قاع المحيط، ولم يُعرف بعد ما إذا كان لكل هذه الأنواع مضيفات. تاريخيًا، كان يُعتقد أن كل المتدثرات تملك جدارًا خلويًا خالٍ من الببتيدوغليكان، لكن بينت الدراسات التي أجريت في عام 2010 وجود الببتيدوغليكان، وبروتينات مهمة أخرى عند بعض الأنواع.
تنمو كل أنواع البكتيريا المتدثرية التي يعرفها العلماء منذ القدم فقط عن طريق إصابة الخلايا المضيفة حقيقية النواة. فهي صغيرة مثل العديد من الفيروسات أو أصغر منها حتى. تملك البكتيريا المتدثرية شكلًا بيضاويًا، وتنتمي إلى مجموعة الجراثيم سلبية الغرام، وتعيش عبر انتساخها داخل الخلايا المضيفة؛ لذلك توصف بعض الأنواع بأنها طفيليات داخل الخلايا، وبعضها الآخر متعايش مع الأوالي. توجد معظم المتدثرات داخل الخلايا في جسم مشتمل أو فجوة عصارية. تعيش فقط خارج الخلية كشكل معدٍ انتقالي. تستطيع أن تنمو فقط حيث تنمو خلاياها المضيفة، وتتطور وفقًا لدورة نمو مميزة ثنائية الطور. لذلك، لا يمكن تنمية هذه البكتيريا في أوساط النمو البكتيرية داخل المختبر السريري.
أهم نوعين للبكتيريا المتدثرية التي تسبب المرض البشري هما المتدثرة الرئوية التي تسبب نوعًا من الالتهاب الرئوي، والمتدثرة الحثرية التي تسبب داء المتدثرات. البكتيريا المتدثرية هي أكثر أنواع العدوى البكتيرية التي تنتقل عن طريق الاتصال الجنسي شيوعًا في الولايات المتحدة، ويُبلغ عن 2.86 مليون إصابة بالمتدثرة سنويًا.

## تاريخيًا
وُصف المرض الشبيه بالكلاميديا الذي يصيب عيون المرضى لأول مرة في المخطوطات الصينية والمصرية القديمة. قدم هالبر ستيدرتر وفون بروزازاك وصفًا حديثًا للكائنات الحية الشبيهة بالكلاميديا في عام 1907. عُزلت الكلاميديا المزروعة في أكياس صفار البيض المضغية التي أُصيبت بالتهاب رئوي بشري في أواخر العشرينات وأوائل الثلاثينيات، وبحلول منتصف القرن العشرين، عُزلت الكلاميديا من عشرات الأنواع من الفقاريات. ظهر مصطلح المتدثرة (الكلاميديا) في الأدب في عام 1945، على الرغم من استمرار استخدام الأسماء الأخرى، مثل البيدسونيا والمياغاوانيلا والأورنيثوسيز وعوامل التريك والبي ال تي. في عام 1956، نمّى تانغ في فان المتدثرة الحثرية لأول مرة على الرغم من أنه لم تُعرف على أنها بكتيريا في ذلك الوقت.

## التسمية
في عام 1966، عُرّفت البكتيريا المتدثرية على أنها بكتيريا وأكد العلماء على وجود جنس المتدثرة. صنف ستروز وباج البكتيريا المتدثرية في عام 1971. وصُنفت فئتها بشكل موثق مؤخرًا. عُرفت بين عامي 1989 و1999 عائلات وأجناس وأنواع جديدة للكلاميديا. وتُذكر شعبة الكلاميديا في دليل برجاي لعلم الجراثيم المنهجي. بحلول عام 2006، أُبلغ عن بيانات وراثية لأكثر من 350 سلالة من المتدثرات. يتضمن ما اكتُشف في قاع المحيط في عام 2020 فروعًا حيوية جديدة.

## العوامل الممرضة البشرية والتشخيص
وصفت ثلاثة أنواع من البكتيريا المتدثرية التي تصيب البشر بشكل شائع:
- المتدثرة التراخومية، التي تسبب مرض الرمد الحبيبي في العين (التراخوما) والكلاميديا المنقولة جنسيًا.
- المتدثرة الرئوية، التي تسبب شكلًا من أشكال ذات الرئة.
- المتدثرة الببغائية، التي تسبب حمى الببغاوات.

مكنت الحالة الفسيولوجية الفريدة للبكتيريا المتدثرية بما في ذلك دورة حياتها ثنائية الطور وتكاثرها داخل مضيف حقيقي النواة من استخدام تحليل الحمض النووي لتشخيص وجود الجرثومة. لوحظ أنها تتبع آلية النقل الجيني الأفقي في تكاثرها، مما يزيد من تعقيد تشخيصها. وجد في إحدى العينات جينان يشفران بروتينات H1 الشبيهة بالهيستون (يكونان عادة داخل جينات الخلايا حقيقية النواة) داخل جينوم خلية متدثرة تراخومية بدائية النواة.